# Kaleida
Kaleida — англо-немецкий дуэт, образованный в 2013 году. Группа состоит из вокалистки Кристины Вуд и клавишницы Сесили Гулдер. Kaleida выпустили свой дебютный EP Think в 2015 году, за которым последовал Detune в 2016 году. За этим последовал их первый альбом Tear the Roots в 2017 году и Odyssey в 2020 году. Их третий альбом In Arms вышел в 2024 году.
В 2014 году заглавный трек группы с их дебютного EP появился в саундтреке к боевику «Джон Уик». Они были представлены во многих других телешоу, сериалах Netflix и фильме «Взрывная блондинка».

## История

### 2013—2015: формирование иThink
Группа Kaleida образовалась в 2013 году, когда Вуд и Гулдер были представлены друг другу по электронной почте. В то время Вуд работала в лесах Борнео, а Гулдер была в киноиндустрии. С 2013 по конец 2014 года дуэт выпустил демо-версии песен «Think» и «Tropea», выпустив видеоклип на последнюю в 2013 году. 19 декабря 2014 года Lex Records объявили, что подписали контракт с Kaleida и выпустят свой дебютный мини-альбом Think 6 апреля 2015 года. В 2014 году группа Kaleida привлекла внимание всего мира, когда их песня «Think» прозвучала в боевике 2014 года «Джон Уик» и в саундтреке к нему. Минималистская структура песни особенно контрастировала с жестокими сценами, в которых она использовалась.

### 2015—наши дни
В интервью Ground Sounds в 2015 году Kaleida заявила, что после европейского тура с Рошин Мёрфи группа начнёт работу над дебютным альбомом. 3 ноября 2015 года Kaleida выпустила новый сингл «Detune». 24 февраля 2016 года группа выпустила новый сингл «It's Not Right», а второй EP, Detune, был выпущен 26 февраля. Их дебютный альбом Tear the Roots был запланирован к выпуску в сентябре 2017 года.
Группа Kaleida выпустила свой дебютный альбом Tear The Roots 15 сентября 2017 года.
Группа Kaleida выпустила свой второй альбом Odyssey 28 августа 2020 года.

## Участники группы
- Кристина Вуд — вокал (2013—настоящее время)
- Сисели Гулдер — клавишные, продюсирование (2013—настоящее время)

## Дискография

### Мини-альбомы
- Think (Lex Records, 2015)
- Detune (Lex Records, 2016)

### Альбомы
- Tear the Roots (Lex Records, 2017)
- Odyssey (Lex Records, 2020)
- In Arms (Embassy One, 2024)

### Синглы
- «Think» (2013)
- «Tropea» (2013)
- «Picture You» (2014)
- «Aliaa» (2015)
- «Detune» (2015)
- «It’s Not Right» (2016)
- «99 Luftballons» (2017)
- «Other Side» (2020)
- «Long Noon» (2020)
- «Odyssey» (2020)
- «Smells Like Teen Spirit» (2020)

### В составе саундтреков
- John Wick — «Think» (2014)
- CSI — «Aliaa» (2014)
- Search Party — «The Call» (2016)
- Взрывная блондинка — «99 Luftballons» (2017)
- Wu Assassins — «Aliaa» (2019)
- Monarca — «The Call» and «Aliaa» (2019)
- Зачарованные — «Detune» (2019)